# 王得仁
王得仁（?—1649年），绰号王杂毛，陕西米脂人。
出生於明朝末年，是闯王李自成旧部。李自成遇難後，隨白旺降清军英亲王阿济格，移师南昌。永历二年，大学士姜曰广誘其反清，遂與金声桓叛清。王得仁在七里街被清军击败，退回南昌，清軍將領谭泰乘胜追擊，七月初十日包围南昌，“妇女各旗分取之，同营者迭嬲无昼夜”。王得仁派人向何腾蛟求救未果。南昌被围八月，“附郭东西周回数十里间，田禾、山木、庐舍、邱墓一望殆尽矣”，城中缺糧，一石米價高达六百两，有士兵投降，俱被殺。清軍方面觉罗顾纳岱戰死。清军登墙入城。王得仁力戰不敵，後被俘殺，史載“突围至德胜门，兵塞不能前，三出三入，击杀数百人，被执，支解”。臨刑前，谭泰问得仁为何叛清，得仁回答：“一念之差。”南明永曆朝谥忠壮。